# Ернст II Саксонски
Ернст II Саксонски (на немски: Ernst II von Sachsen, Ernst von Wettin; * 26 или 27 юни 1464; † 3 август 1513, Хале) от род Ветини, е архиепископ на Магдебург (1476 – 1513) и администратор (управител) на Халберщат (1479 – 1513).

## Живот
Той е третото дете на курфюрст Ернст от Саксония (1441 – 1486) и съпругата му Елизабет Баварска (1443 – 1484). Той е по-мальк брат на по-късния саксонски курфюрст Фридрих III „Мъдрия“ (1486 – 1525).
През 1476 г. 11 – 12-годишният Ернст е избран за архиепископ на Магдебург и Хале на Заале. След плащане на голяма сума през 1478 г. папа Сикст IV (1414 – 1484) го признава. На 22 ноември 1489 г. Ернст е помазан за архиепископ в катедралата на Магдебург.
Още през 1503 г. при архиепископ Ернст се появяват симптоми, че е заразен от сифилис. На 2 август 1513 г. той се изповядва и умира на другия ден в резиденцията си в замък Моритцбург в Хале.